# Elenco de Milagres de Jesus
Abaixo conta a lista de elenco por episódio do seriado Milagres de Jesus, produzido pela Academia de Filmes e exibida pelo RecordTV entre 22 de janeiro de 2014 e 24 de fevereiro de 2015 em duas temporadas com 35 episódios, tendo ainda distribuição mundial pela Warner Bros. Entertainment. A série foi originalmente idealizada por Renato Modesto, que escreveu dezessete episódios, tendo ainda como roteiristas Vivian de Oliveira, Maria Claudia Oliveira, Paula Richard, Gustavo Reiz e Camilo Pellegrini, com a direção geral de João Camargo.

## Temporada 1 (2014)

### A Pesca Maravilhosa
| Ator            | Personagem  |
| --------------- | ----------- |
| Antônio Grassi  | Zebedeu     |
| Caio Junqueira  | Simão Pedro |
| Valéria Alencar | Tamar       |
| Janaína Moura   | Lidia       |
| Jorge Cerruti   | Onias       |

### A Mulher Encurvada
| Ator              | Personagem       |
| ----------------- | ---------------- |
| Roberta Gualda    | Miriam           |
| Thierry Figueira  | Gabriel          |
| Bemvindo Sequeira | Emaré            |
| Marcelo Escorel   | Naor             |
| Plínio Soares     | Avigdor          |
| Lorena da Silva   | Aziza            |
| Natasha Stransky  | Amália           |
| Anita Amizo       | Samara           |
| Michael Pontes    | Filho de Gabriel |

### O Leproso de Genesaré
| Ator              | Personagem |
| ----------------- | ---------- |
| Milhem Cortaz     | Barzilai   |
| Paulo Gorgulho    | Dror       |
| Micael Borges     | Gad        |
| Marcela Muniz     | Judith     |
| José Dumont       | Job        |
| Raymundo de Souza | Sizenando  |
| José Trassi       | Rayna      |
| Juliana Xavier    | Livana     |
| Paulo Vespúcio    | Lucas      |
| Ana Paula Secco   | Rayna      |

### A Cura da Mão Ressequida
| Ator               | Personagem |
| ------------------ | ---------- |
| Rayana Carvalho    | Ada Saliba |
| Chay Suede         | Gerson     |
| Rodrigo Phavanello | Chaim      |
| Paulo Nigro        | Elizel     |
| Cibele Larrama     | Rana       |
| Cláudio Cunha      | Liv        |

### O Endemoniado de Gerasa
| Ator              | Personagem |
| ----------------- | ---------- |
| Cláudio Gabriel   | Quenate    |
| Francisca Queiroz | Ruth       |
| Julianne Trevisol | Zilá       |
| André de Biase    | Oziel      |
| Eliana Guttman    | Salete     |
| Daniel Aguiar     | Javi       |
| Flávio Pardal     | Taré       |
| Jonas Torres      | Azilai     |
| Oscar Calixto     | Zev        |
| Natalio Maria     | Jonã       |
| Tânia Boscoli     | Tami       |
| Brandon Mendes    | Neziah     |

### A Cura do Servo do Centurião
| Ator               | Personagem |
| ------------------ | ---------- |
| João Vitti         | Fídeas     |
| Gustavo Leão       | Rafael     |
| Flávia Monteiro    | Nênia      |
| Giuseppe Oristanio | Dâmaso     |
| Lana Rhodes        | Malca      |
| Michel Bercovitch  | Acácio     |
| Cadu Fávero        | Mordecai   |
| Roney Villela      | Ananias    |

### A Impura
| Ator               | Personagem   |
| ------------------ | ------------ |
| Rafaela Mandelli   | Ana          |
| Augusto Garcia     | Matias       |
| Esther Góes        | Inês         |
| Verônica Debom     | Leila        |
| Raquel Nunes       | Jaziz        |
| Nina de Pádua      | Feiticeira   |
| Regina Remencius   | Tamar        |
| Alexandre da Costa | Leproso      |
| Ana Clara Pintor   | Filha de Ana |

### O Inválido do Tanque de Betesda
| Ator             | Personagem     |
| ---------------- | -------------- |
| Gracindo Júnior  | Elói           |
| Gabriel Gracindo | Elói (jovem)   |
| Bruno Ferrari    | Tobias         |
| Jonas Bloch      | Zuriel         |
| Thelmo Fernandes | Fariseu        |
| Joelson Medeiros | Joel           |
| Ana Paula Bouzas | Rosa           |
| Tião D'Ávila     | Neemias        |
| Mario Hermeto    | Saron          |
| Hugo Carvalho    | Servo de Saron |

### O Homem Hidrópico
| Ator             | Personagem |
| ---------------- | ---------- |
| Eduardo Pires    | Airã       |
| Ricky Tavares    | Davi       |
| Pérola Faria     | Ester      |
| Juan Alba        | Joabe      |
| Cristina Pereira | Darda      |
| Henri Pagnocelli | Escriba    |
| Sandro Rocha     | Oficial    |
| Daniel Bouzas    | Cosbi      |
| Elder Gatelly    | Rubem      |
| Amanda Diniz     | Berenice   |

### A Filha de Jairo
| Ator              | Personagem |
| ----------------- | ---------- |
| Adriana Garambone | Raquel     |
| Floriano Peixoto  | Jairo      |
| Letícia Pedro     | Débora     |
| Felipe Martins    | Isaac      |
| Charles Myara     | José       |
| Cacau Melo        | Léa        |
| Carlos Lofler     | Aleijado   |
| Daniel Villas     | Baruc      |
| Higor Castro      | Samuel     |

### O Surdo de Decápolis
| Ator               | Personagem |
| ------------------ | ---------- |
| Julio Oliveira     | Duma       |
| Roger Gobeth       | Hadad      |
| Ana Paula Tabalipa | Neziá      |
| Bianca Castanho    | Zima       |
| Márcio Kieling     | Zeca       |
| Caio Vydal         | Simão      |
| Nathália Limaverde | Yarin      |
| Júnior Prata       | Kalá       |

### A Cura do Cego de Nascença
| Ator                | Personagem       |
| ------------------- | ---------------- |
| Guilherme Berenguer | Uriel            |
| Daniel Erthal       | Gideão           |
| Marina Rigueira     | Noemi            |
| Andréa Avancini     | Bilá             |
| Raul Gazolla        | Abner            |
| Jorge Pontual       | Aureo            |
| Cláudia Lira        | Lívia            |
| Bernardo Simões     | Gideão (criança) |
| Kadu Schons         | Uriel (criança)  |
| Stephanie Muller    | Noemi (criança)  |

### A Ressurreição do Filho da Viúva
| Ator                | Personagem       |
| ------------------- | ---------------- |
| Alexandre Barillari | Efraim           |
| Luiza Curvo         | Jéssica          |
| Nicola Siri         | Centurião Áquila |
| Charles Myara       | José             |
| Bia Montez          | Léia             |
| Rafael Calomeni     | Degorião         |
| Eduardo Lago        | Zanoa            |
| Cássio Scapin       | Gedeão           |
| Samir Murad         | Isac             |
| Zeca Gurgel         | Josias           |
| Bia Abreu           | Iana             |

### A Cura do Cego de Jericó
| Ator                | Personagem |
| ------------------- | ---------- |
| Daniel Ávila        | Bartimeu   |
| Victor Pecoraro     | Naor       |
| Umberto Magnani     | Timeu      |
| Ittala Nandi        | Ilana      |
| Cássia Linhares     | Judi       |
| Luli Miller         | Sara       |
| Castrinho           | Isaac      |
| Alexandre Lino      | Isar       |
| Gedivan Albuquerque | Lamech     |

### A Cura do Paralítico de Cafarnaum
| Ator             | Personagem |
| ---------------- | ---------- |
| Petrônio Gontijo | Quiramin   |
| Camila Rodrigues | Ioná       |
| Jandir Ferrari   |            |
| Marcela Barrozo  | Nara       |
| Jean Fercondini  | Rubem      |
| Paulo Hamilton   | Lael       |
| Nelito Reis      | Decurião   |
| Lucas Gouvêa     | Genubate   |

### A Cura de um Menino Possesso
| Ator              | Personagem |
| ----------------- | ---------- |
| Bruno Padilha     | Oséias     |
| Carla Diaz        | Keila      |
| Janaína Ávila     | Adira      |
| Ricardo Martins   | Teobaldo   |
| Ricardo Pavão     | Joabe      |
| Danilo Sacramento | Eminus     |
| Miguel Oniga      | Fariseu    |
| Miguel Costa      | Gabael     |
| Pablo Mothé       | Auzate     |

### Os Dez Leprosos
| Ator              | Personagem |
| ----------------- | ---------- |
| Caetano O'Maihlan | Doran      |
| Gabriela Durlo    | Aliza      |
| Lu Grimaldi       | Yoná       |
| Licurgo           | Kedar      |
| João Bourbonnais  | Jano       |
| Cico Caseira      | Marduk     |

### Milagres em Genesaré
| Ator            | Personagem |
| --------------- | ---------- |
| Luiz Guilherme  | Nicodemos  |
| Luíza Tomé      | Carmela    |
| Rael Barja      | Isar       |
| Jurema Reis     | Susana     |
| Giácomo Pinotti | Jacó       |
| Marcos Ácher    | Calá       |
| João Fernandes  | Jair       |
| Rodrigo Turazzi | Barduc     |
| Leo Wainer      | Adbir      |
| Wagner Lima     | Hadade     |

### A Cura do Filho do Oficial do Rei
| Ator               | Personagem |
| ------------------ | ---------- |
| Bete Coelho        | Joana      |
| Patrycia Travassos | Dália      |
| Ernani Moraes      | Eliano     |
| João Vítor Silva   | Petrônio   |
| Larissa Biondo     | Ariela     |
| Cláudio Tovar      | Itamar     |
| Tati Pasquali      | Tamara     |
| Zé Peregrino       | Barzilai   |

### A Pecadora que Ungiu os Pés de Jesus
| Ator                 | Personagem |
| -------------------- | ---------- |
| Tammy Di Calafiori   | Diná       |
| Duda Nagle           | Daniel     |
| Stella Freitas       | Priscila   |
| Ricardo Petráglia    | Tobias     |
| Robertha Portella    | Joana      |
| Franciely Freduzeski | Tania      |
| Talita Castro        | Samira     |
| Cristina Lago        | Iara       |
| Chico Expedito       | Simão      |
| César Amorim         | Jabim      |

### Milagres à Beira do Mar
| Ator                    | Personagem |
| ----------------------- | ---------- |
| Jussara Freire          | Jéssica    |
| Jeniffer Setti          | Gabriela   |
| Marcelly Espírito Santo | Isabel     |
| Diogo Oliveira          | Emanuel    |
| Sérgio Abreu            | Jaime      |
| Sílvia Salgado          | Micaela    |
| Marcio Fonseca          | Lot        |

## Temporada 2 (2015)

### O Endemoniado de Cafarnaum
| Ator              | Personagem |
| ----------------- | ---------- |
| Ângelo Paes Leme  | Gabriel    |
| Laís Pinho        | Haya       |
| Vitor Novello     | Yohan      |
| Leticia Cannavale | Ashira     |
| Beth Zalcman      | Lea        |
| Marcio Ehrlich    | Keden      |
| Alexandre Liuzzi  | Zamir      |
| Sergio Stern      | Joel       |
| Claudinho Cunha   | Bandido    |

### Um Cego em Betsaida
| Ator             | Personagem |
| ---------------- | ---------- |
| Guilherme Winter | Gideon     |
| Carlos Bonow     | Marcius    |
| Adriana Londono  | Hadassa    |
| Helder Agostini  | Micah      |
| Alexandre Mello  | Lior       |
| Lucas Simões     | Caleb      |

### O Publicano e o Jovem Rico
| Ator              | Personagem |
| ----------------- | ---------- |
| Felipe Kannenberg | Jared      |
| Castrinho         | Zaqueu     |
| Sônia Lima        | Dinorá     |
| Cristina Mayrink  | Gerusa     |

### A Mulher Cananeia
| Ator                | Personagem |
| ------------------- | ---------- |
| Taumaturgo Ferreira | Aion       |
| Brendha Haddad      | Livia      |
| Pietra Goa          | Melissa    |
| Rafael Sardão       | Rômulo     |
| Karla Tenório       | Clódia     |
| Pedro Garcia Netto  | Nizo       |
| Alex Nader          | Amon       |
| Paulo Reis          | Rei        |

### O Endemoniado Cego e Mudo
| Ator               | Personagem |
| ------------------ | ---------- |
| Pedro Nercessian   | Aziz       |
| Mariana Molina     | Noemi      |
| Denise Del Vecchio | Keila      |
| Giselle Policarpo  | Lota       |
| Henrique Guimarães |            |
| Mário Cardoso      | Lacínio    |
| Karina Mello       | Venília    |
| Fernando Sampaio   | Malacai    |
| Eduardo Semerjian  | Baena      |

### A Multiplicação dos Pães e Peixes
| Ator           | Personagem |
| -------------- | ---------- |
| Angelina Muniz | Aviva      |
| Ilya São Paulo | Ismael     |
| Pedro Gracindo | Gael       |
| Clara Maria    | Estela     |
| Lucca Diniz    | Yesser     |
| Lívia Rossy    | Yoná       |

### A Mulher Samaritana
| Ator             | Personagem      |
| ---------------- | --------------- |
| Thaís Fersoza    | Yarin           |
| Felipe Cunha     | Ismael          |
| Ricardo Vandré   | Youssef         |
| Luca de Castro   | Zebulon         |
| Roberto Lopes    | Simon           |
| Michelle Batista | Sara            |
| Arthur Lopes     | Dan             |
| Fifo Benicasa    | Abel            |
| Cirillo Luna     | Gabriel         |
| Betto Marque     | Saul            |
| Fernando Roncato | Benjamin        |
| Mila Freitas     | Yarin (criança) |
| Michael Pontes   | Filho de Sara   |

### Milagres em Samaria
| Ator             | Personagem |
| ---------------- | ---------- |
| Thaís Fersoza    | Yarin      |
| Ricardo Vandré   | Youssef    |
| Luca de Castro   | Zebulon    |
| Roberto Lopes    | Simon      |
| Michelle Batista | Sara       |

### A Mulher Adúltera
| Ator              | Personagem |
| ----------------- | ---------- |
| Giselle Itié      | Noemi      |
| Luciano Szafir    | Efraim     |
| Bruce Comlevsky   | Saul       |
| Gustavo Rodrigues | Abias      |
| Gaby Liviarus     | Talia      |
| Paulo Coronato    | Judah      |

### A Ressurreição de Lázaro
| Ator                   | Personagem               |
| ---------------------- | ------------------------ |
| Iran Malfitano         | Lázaro                   |
| Tereza Seiblitz        | Maria de Nazaré          |
| Claudio Ayres da Motta |                          |
| Camilo Bevilacqua      | Caifás                   |
| Duda Ribeiro           | Pai de Lázaro            |
| Day Mesquita           | Maria de Betânia         |
| Carolina Chalita       | Marta                    |
| Katia Moraes           | Maria de Cleófas         |
| Victor Colman          | Lázaro (criança)         |
| Anna Rita Cerqueira    | Maria de Betânia (jovem) |
| Karize Brum            | Marta (jovem)            |

### A Cura do Servo do Sumo Sacerdote
| Ator              | Personagem |
| ----------------- | ---------- |
| Vitor Hugo        | Malco      |
| Camilo Bevilacqua | Caifás     |
| Isaac Bardavid    | Anás       |
| Iano Salomão      | Obdias     |
| Julio Levy        | Meroz      |
| Fernanda Nizzato  | Leila      |
| Rafael Canedo     | Héber      |

### Barrabás
| Ator              | Personagem           |
| ----------------- | -------------------- |
| Roberto Bomtempo  | Barrabás             |
| Victor Fasano     | Herodes              |
| Larissa Maciel    | Ada                  |
| Paulo Figueiredo  | José                 |
| Tereza Seiblitz   | Maria de Nazaré      |
| Luiz Guilherme    | Nicodemos            |
| Camilo Bevilacqua | Caifás               |
| Bruno Ahmed       | Herodes Antipas      |
| Edgard Amorim     | Pilatos              |
| Tatsu Carvalho    | Gibar                |
| Carlos Viegas     | Cobrador de impostos |
| Luiz Felipe Mello | Barrabás (criança)   |

### Os Dois Ladrões
| Ator              | Personagem                   |
| ----------------- | ---------------------------- |
| Eduardo Lago      | Zanoa                        |
| Cássio Scapin     | Gedeão                       |
| Paulo Figueiredo  | José                         |
| Tereza Seiblitz   | Maria de Nazaré              |
| Luiz Guilherme    | Nicodemos                    |
| Daniela Galli     | Maria Madalena               |
| Camilo Bevilacqua | Caifás                       |
| Edgard Amorim     | Pilatos                      |
| Léo Rosa          | Salomão (jovem)              |
| Branca Messina    | Latife                       |
| Clarisse Abujamra | Elisa                        |
| Jaime Leibovitch  | Salomão                      |
| Marcelle Bessa    | Maria de Nazaré (jovem)      |
| Felipe Haiut      | José (jovem)                 |
| Leonardo José     | Abdiel                       |
| Allan Souza Lima  | Abdiel (jovem)               |
| Ricardo Bonaverti | soldado romano               |
| Ed Oliveira       | Carcereiro de Zanoa e Gedeão |
| Kaik Brum         | Tom                          |

### A Crucificação
| Ator                | Personagem                         |
| ------------------- | ---------------------------------- |
| Flávio Rochaa       | Jesus                              |
| Eduardo Lago        | Zanoa                              |
| Cássio Scapin       | Gedeão                             |
| Paulo Figueiredo    | José                               |
| Tereza Seiblitz     | Maria de Nazaré                    |
| Luiz Guilherme      | Nicodemos                          |
| Daniela Galli       | Maria Madalena                     |
| Camilo Bevilacqua   | Caifás                             |
| Edgard Amorim       | Pilatos                            |
| Paulo Goulart Filho | soldado romano que crucifica Jesus |
| Luciano Quirino     | Simão de Cirene                    |
| Marcia Rosado       | Maria Salomé                       |
| Leonardo José       | Abdiel                             |
| Júlia Lund          | Cláudia                            |
| Katia Moraes        | Maria de Cleófas                   |
| Ravel Cabral        | Petrônio                           |
| Eduardo Mossri      | Soldado romano                     |
| Breno de Filippo    | Soldado romano                     |
| Rafaela Mandelli    | Ana                                |
| Tammy Di Calafiori  | Diná                               |
| Ângelo Paes Leme    | Gabriel                            |
| Milhem Cortaz       | Barzilai                           |
| Petrônio Gontijo    | Quiramin                           |